# Diemonds
Diemonds ist eine kanadische Sleaze-Rock-Band aus Toronto, die 2006 gegründet wurde. Ihre Musik, inspiriert vom Glam Metal der 1980er und vorgetragen von Sängerin Priya Panda, richtet sich nach eigener Aussage an „Außenseiter und Wildfänge“.

## Geschichte
Sängerin Priya Panda aus Mississauga und indischer Abstammung, die Gitarristen Daniel Dekay und C. C. Diemond sowie Vassil Mester riefen die Diemonds 2006 ins Leben. Als musikalische Vorbilder nennen sie vor allem Gruppen wie Mötley Crüe, Guns N’ Roses und Skid Row.
Nach der Veröffentlichung ihres zweiten Albums The Bad Pack führte die folgende Nordamerikatour die Diemonds auf große Festivals, wie das Rocklahoma und das Seattle Hempfest, und sie bestritten Auftritte im Vorprogramm von Steel Panther, Slash, Sebastian Bach und Kiss und spielten zusammen mit Faster Pussycat und Crashdiet.
2015 veröffentlichten sie ihr drittes Studioalbum Never Wanna Die. Produziert wurde es von Eric Ratz, mehrmaligem Juno-Award-Preisträger, der bereits für Gruppen wie Monster Magnet oder Billy Talent tätig war. In Europa wird es vom österreichischen Label Napalm Records vertrieben. Kritiken dazu fielen wohlwollend aus. So urteilt Thorsten Zwingelberg im Twilight-Magazin, das Album klinge so, „wie ein hartes Rockalbum 2015 eben klingen muss“. Vergleiche zieht er zudem zu Gruppen wie Sister Sin, Crucified Barbara oder Halestorm.

## Diskografie

### Alben
- 2012: The Bad Pack (japanische Version 2013)
- 2015: Never Wanna Die (auch als 12"-Vinyl)
- 2018: Diemonds (als CD nur für Vorbesteller vor VÖ; danach nur im Stream/Download bei diversen Anbietern erhältlich)

### EPs
- 2008: In the Rough

### Musikvideos
- 2009: Highway
- 2012: Take On the Night
- 2012: Livin’ Tonight
- 2012: Get the F&$k Outta Here
- 2015: Ain't That Kinda Girl
- 2016: Over It
- 2016: Secret
- 2018: Our Song